# Carroll megye (Georgia)
Carroll megye az Amerikai Egyesült Államokban, azon belül Georgia államban található. Megyeszékhelye és legnagyobb városa Carrollton. Lakosainak száma 119 148 fő (2020. április 1.). Carroll megye Paulding, Heard, Douglas, Fulton, Coweta, Randolph, Cleburne és Haralson megyékkel határos.

## Népesség
A megye népességének változása:
| Lakosok száma | 110 743 | 110 772 | 111 499 | 112 355 | 114 545 | 119 148 |
|               | 2010    | 2011    | 2012    | 2013    | 2015    | 2020    |